# ダビデ像 (ヴェロッキオ)
ダビデ像 (英: David) は15世紀イタリアの芸術家アンドレア・デル・ヴェロッキオが制作したブロンズ像で、1473年から1475年にかけて、メディチ家からの依頼によって制作されたとされる。ヴェロッキオは弟子レオナルド・ダ・ヴィンチをモデルにこの像を制作したという説がある。
後にイスラエル人の王となる若きダビデが、討ち取ったゴリアテの首を足元に置き、勝ち誇ってポーズを取る姿を描いている。
1476年にヴェッキオ宮殿に設置された。
ダビデの革製チュニックの飾りには、アラブ文字を模した文字が彫られている。
ゴリアテの頭はダビデ像とは別になっており、その配置は美術史家の間で議論の的となっている。ナショナル・ギャラリーに展示された際には、現在所蔵するフィレンツェのバルジェロ美術館と同様、ダビデの両足の間に置かれた。ヴェロッキオはゴリアテの頭をダビデの右に置き、対角線上の構図とすることを意図していた、とする美術史家もおり、ナショナル・ギャラリーの他、アトランタのハイ美術館などで一時的にこの配置で展示されたことがある。
若き羊飼いが強大な戦士を倒す姿を勃興するフィレンツェに重ね、見た目に反して強大なフィレンツェをダビデ像に表現させる意図があったものと考えられている。
ロンドンのビクトリア＆アルバート博物館は、ヴェロッキオのダビデ像の石膏模型を所蔵している。